# Mongólia na Segunda Guerra Mundial

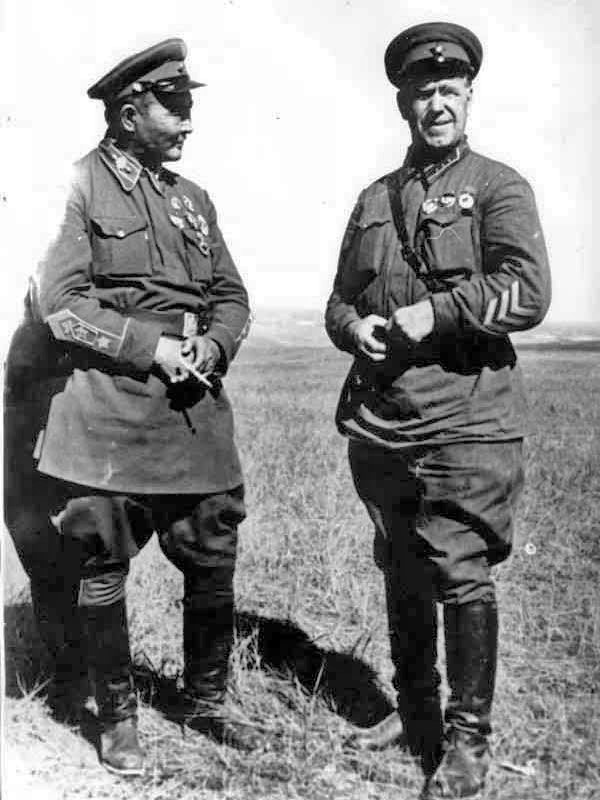
Marechal Horlogine Choibalsan e Comandante do Corpo Gueorgui Júkov, Khalkhin Gol, 1939.

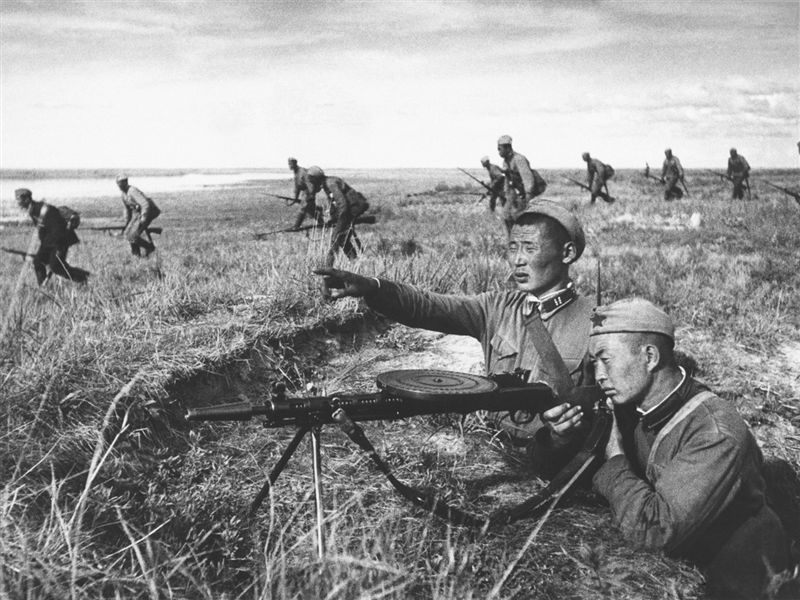
Soldados do Exercito República Popular da Mongólia em Khalkhin Gol, 1939.

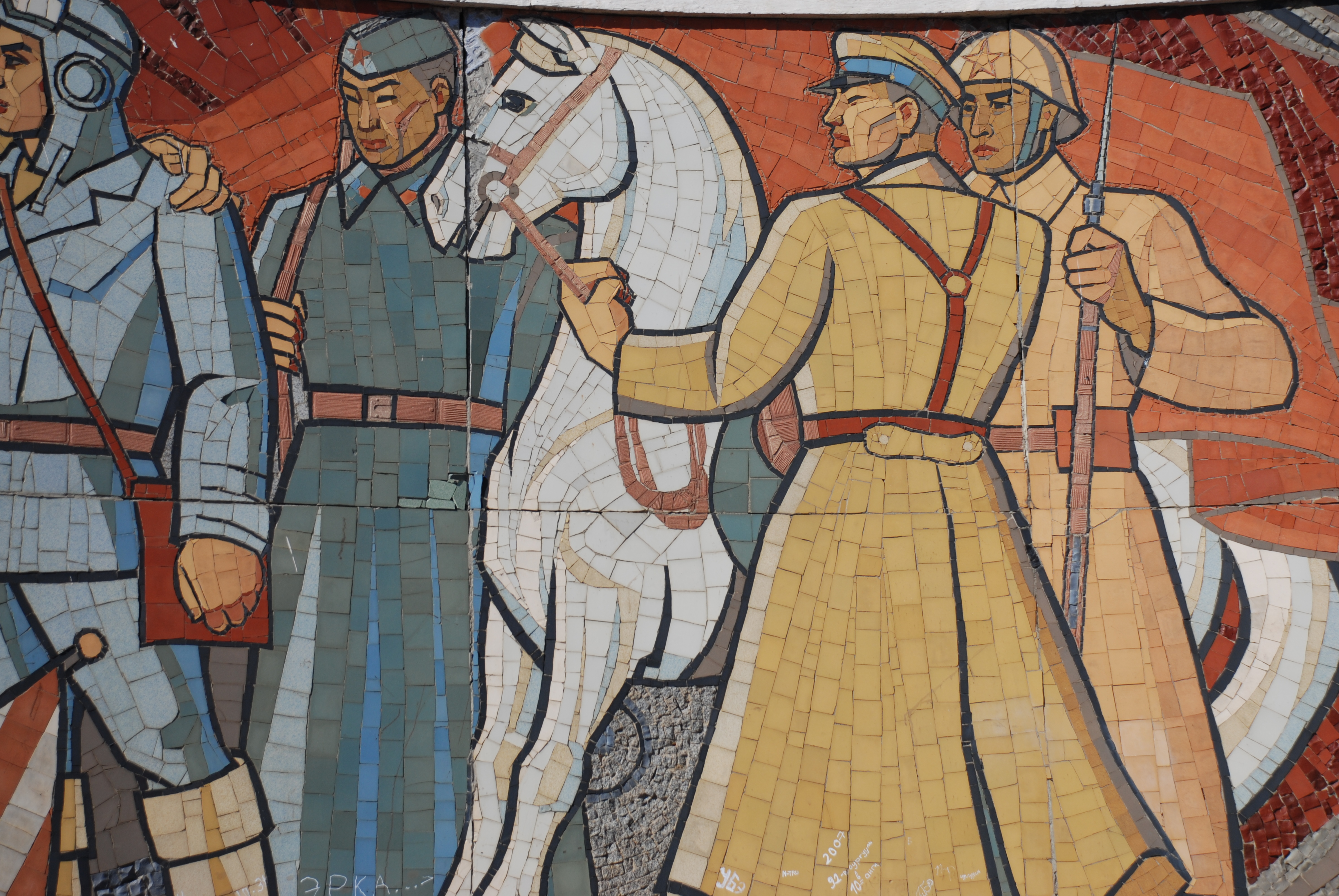
Memorial de Zaisan

A Mongólia Exterior - oficialmente a República Popular da Mongólia - era governada pelo governo comunista de Khorloogiin Choibalsan durante a Segunda Guerra Mundial e estava intimamente ligada à União Soviética. Mongólia, com menos de um milhão de habitantes na época, foi considerado uma província separatista do República da China pela maioria das nações. Até 1945, a Mongólia manteve a neutralidade formal. Durante toda a guerra com a Alemanha, o país forneceu apoio econômico à União Soviética, como gado, matérias-primas, dinheiro, comida e roupas militares. A Mongólia era um dos dois satélites soviéticos geralmente não reconhecidos como nações soberanas na época, sendo o outro a República Popular de Tuvan; ambos participaram da Segunda Guerra Mundial.
As relações soviético-mongol foram regidas por um "acordo de cavalheiros" de 27 de novembro de 1934, formalizado em um pacto de assistência mútua em 12 de março de 1936. Esse tratado criou uma aliança militar defensiva mútua e também prometeu que ambas as partes removeriam tropas do território. do outro quando a necessidade de assistência militar passou. Esses acordos foram dirigidos ao Japão, que ocupou a Manchúria e avançou para a Mongólia Interior, e teve como objeto a proteção da Ferrovia Transiberiana Soviética.

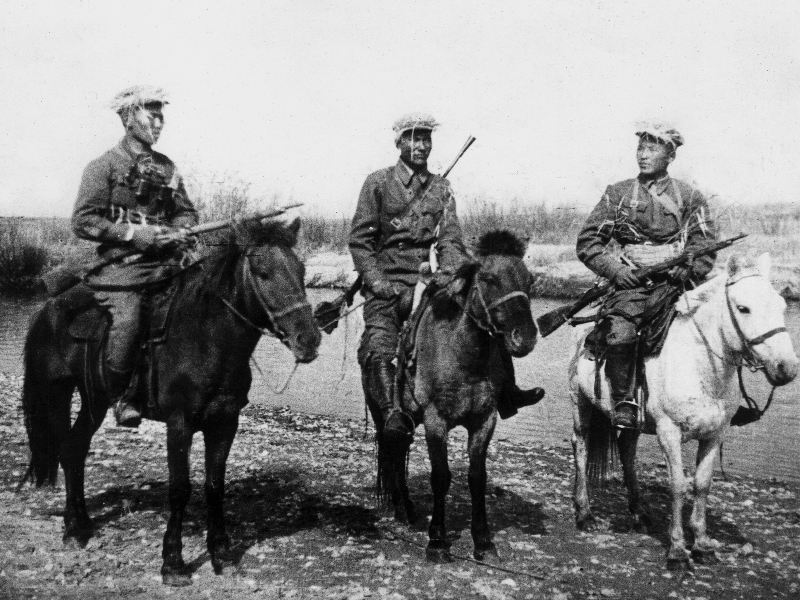
Batalha de Khalkhin Gol - Cavalaria mongol em 1939.

Em 13 de agosto de 1937, como parte de seu esforço para apoiar a China em sua guerra contra o Japão, os soviéticos decidiram estacionar tropas ao longo das fronteiras sul e sudeste da Mongólia. Para obter o consentimento do governo mongol, elaboraram-se planos de invasão japonesa. Em 24 de agosto, o vice-ministro soviético da Defesa, Pyotr Smirnov, e uma pequena equipe chegaram à Mongólia para supervisionar a transferência do 17º Exército soviético. A chegada do exército soviético coincidiu, como planejado, com uma série de terrores e expurgos intensificados (o "Grande Terror"). Em seu discurso na Terceira Sessão do Soviete Supremo em 31 de maio de 1939, o comissário estrangeiro Vyacheslav Molotov declarou que "defenderemos as fronteiras da República Popular da Mongólia com tanta determinação quanto a nossa própria fronteira"."
A Mongólia esteve diretamente envolvida nas batalhas de Khalkhin Gol, que duraram de maio a setembro de 1939.
A Mongólia teria assinado um acordo com o estado fantoche japonês de Manchukuo em 18 de julho de 1940. No Pacto de Neutralidade Soviético-Japonês de 13 de abril de 1941, os dois poderes reconheceram a neutralidade da Mongólia e seu lugar na esfera de influência soviética. Sua situação geográfica significava que servia de amortecedor entre as forças japonesas e a União Soviética. Além de manter cerca de 10% da população armada, a Mongólia forneceu suprimentos e matérias-primas para as forças armadas soviéticas e financiou várias unidades, como a Brigada de Tanques "Mongólia Revolucionária" e o Esquadrão "Arat Mongol" e meio milhão de cavalos treinados. Além disso, mais de 300 militares da Mongólia lutaram na frente oriental.[carece de fontes?]
Tropas da Mongólia tomaram parte na Batalha de Khalkhin Gol no verão de 1939 e na invasão soviética da Manchúria em agosto de 1945, ambas as vezes como uma pequena parte nas operações lideradas pelos soviéticos contra as forças japonesas e seus aliados manchus e mongóis internos. Durante a campanha de 1945, as tropas mongóis foram anexadas ao Grupo de Cavalaria Mecanizado Soviético-Mongol, sob o comando do Coronel General I. A. Pliev. As unidades mongóis eram as 5ª, 6ª, 7ª e 8ª divisões de cavalaria da Mongólia, a 7ª Brigada Blindada Motorizada, a Brigada de Blindados e o 3º Regimento de Artilharia. Em 10 de agosto de 1945, mais de vinte e quatro horas depois que as primeiras tropas mongóis na companhia de seus aliados soviéticos cruzaram a fronteira com a China ocupada pelos japoneses, o Little Khural, o parlamento da Mongólia, emitiu uma declaração formal de guerra contra o Japão.
Hoje, o Memorial Zaisan, na área sul da capital mongol de Ulaanbaatar, homenageia os soldados soviéticos mortos na Segunda Guerra Mundial.